# Henri Arnault de Zwolle
Henri Arnaut de Zwolle (c. 1400 a Zwolle, Països Baixos – 6 de setembre de 1466 a París) (sovint Henri Arnault, també Henricus Arnold/Arnoldus/Arnoul de/van Zwolle) va treballar com a físic, astrònom, astròleg, i organista al servei de Felip III de Borgonya. És especialment conegut per haver redactat un tractat sobre instruments musicals que proporciona als musicòlegs molta informació sobre els instruments de l'època.
Es creu que Henri Arnaut va néixer a Zwolle tot i que no ens ha arribat informació de la seva infantesa. És probable que la seva primera carrera fos la de físic, ja que era anomenat Magister Henricus Arnault, Medicus Alemannus de Zuvolis (Zuvolis = Zwolle). Després hauria esdevingut deixeble del constructor d'instruments astronòmics Jean de Fusoris, que treballà entre 1400 i 1445 per Felip el Bo i més tard per Lluís IX de França.
Entre 1438 i 1446 va redactar diversos manuscrits en llatí sobre un ampli ventall de temàtiques tècniques relacionades amb astronomia, hidràulica, instruments astronòmics, i dibuixos de possibles invents com una escala plegable i una màquina de poliment de gemmes. Entre els seus manuscrits hi ha una còpia del llibre Speculum musicae de Jacob de Lieja.
La seva obra més coneguda és el seu tractat sobre disseny i construcció d'instruments musicals, on s'hi pot trobar, entre altres coses, la il·lustració més antiga coneguda d'un clavicèmbal junt amb una descripció detallada del funcionament d'aquest instrument i de les connexions complexes entre el teclat i les cordes. També hi descriu el llaüt, el clavicordi, el dulcimer, i l'orgue.